# Kodok
Kodok (en àrab: كودوك, antigament Fashoda) és una ciutat al Sudan del Sud, a l'estat del Nil Superior. Fou l'antiga vila reial dels xíl·luk on el reth (sobirà) rebia les seves atribucions divines. La seva fama deriva de l'incident de Fashoda entre el Regne Unit i França el 1898. El 1904 els britànics li van canviar el nom a Kodok per fer oblidar l'incident.

## Història
Capital dels xíl·luks, els egipcis dirigits pel kumkdar Ali Khurshid va arribar a la ciutat el 1830. El 1855 Egipte va establir un fortí a una vintena de km al sud, fortí que es va anomenar Fashoda com la vila d'aquest nom que era la més propera. El 1863 el fortí va esdevenir seu d'un districte (midiriyya) anomenat Nil Blanc. Els egipcis van combatre el comerç d'esclaus però les tropes eren poc disciplinades i on s'enviaven als criminals i polítics. Els shilluks es van revoltar algunes vegades per evitar ser reclutats i contra els pagaments elevats. Els reths (sobirans) dels shilluks eren generalment elegits segons els desitjos egipcis. El 1866 i el 1875 les revoltes shilluk van incloure atacs al fortí.
El 9 de desembre de 1881 el Mahdi va aniquilar al Djabal Kadir al sud-est de Kordofan una columna de tropes que, a les ordes del governador Rashid Ayman, venien de Fashoda. Després de la derrota de Hicks a Shaykan el 5 de novembre de 1883 Fashoda va quedar aïllada i va ser evacuada el gener del 1884. El 1891 els shilluk van refusar el tribut al Mahdi i el seu país amb Fashoda fou ocupat pel general mahdista al-Zaki Tamal però al final de 1892 els mahdistes van abandonar la vila de Fashoda deixant al tron al Reth Kur Galdwan conegut com a Abd al-Fadil, que els era favorable. Fashoda va servir d'enllaç als mahdistes per les seves comunicacions amb Equatòria. Abd al-Fadil va rebre ajut dels mahdistes contra pretendents rivals.
El 10 de juliol de 1898 l'antic fortí de Fashoda fou ocupat pel francès J. B. Marchand que venia de Brazzaville, i el 25 d'agost va rebutjar el contraatac mahdista dirigit per Said al-Sughayyar. El 3 de setembre de 1898 el rei Abd al-Fadil va posar el país sota protectorat francès. El 19 de setembre es va presentar a Fashoda el britànic Kitchener amb més de mil homes, i va hissar la bandera egípcia a la ciutat. França i Gran Bretanya van negociar la situació jurídica de Marchand i el protectorat francès mentre Kitchener va nomenar governador del districte (egipci) de Fashoda a H. W. Jackson. El 3 de novembre finalment els dos països van arribar a un acord i França sense cap contrapartida es va retirar de Fashoda; l'acord es va conèixer a Fashoda el 4 de desembre i durant el mes que va passar francesos i britànics van estar molt propers a l'enfrontament. L'11 de desembre Marchand va sortir de Fashoda.
Del 1898 al 1902 fou la capital del tot el Sudan meridional fins que el 1902 es va crear la província de Bahr al-Ghazal. El 1904 la localitat (antic fortí) va agafar el nom de Kodok que era el del poblet shilluk més proper (a part de la vila reial de Fashoda) i el districte (ara província) fou anomenat Alt Nil i el 1906 se'n va separar la part equatorial per formar la província de Mongalla. El 1914 la capital provincial es va traslladar a Malakal i Kodok va restar només com a cap del districte de Shilluk.